# 缅甸边防部队
缅甸边防部队是隸屬於缅甸国防军的部隊，主要由前缅甸少数民族地方武装组成。2009年4月，緬甸政府宣布決定建立边防部队，並希望在2010年缅甸议会选举之前结束政府与缅甸少数民族地方武装之间的敌对行动。

## 历史
2008年，根據修訂後的緬甸憲法规定，在政府與缅甸少数民族地方武装进行和平谈判之前，缅甸少数民族地方武装必须先歸順政府並加入缅甸边防部队。 
2009年4月，緬甸政府的代表会见了果敢族、掸族和佤族武裝分子，最终這些武裝同意加入由缅甸国防军指揮的緬甸边防部队。  2009年，民主克伦佛教军、克钦保卫军、克钦新民主军和勃歐民族組織/勃歐民族军正式加入缅甸边防部队。 
2009年8月20日，由於緬甸民族民主同盟軍拒絕加入緬甸边防部队，缅甸国防军和緬甸边防部队在果敢老街附近集結，準備從緬甸民族民主同盟軍手中奪取果敢老街。八八事件后部分前同盟军人员接受缅甸国防军改编为1006边防营。
2011年8月18日，緬甸政府改變了立場，時任缅甸总统登盛表示緬甸政府應該與缅甸少数民族地方武装公開對話，而且不應以缅甸少数民族地方武装加入緬甸边防部队作為對話前提。
2023年6月，由克伦尼民族人民解放阵线改编的1004和1005两个边防营公开叛逃至反军政府部队，并与克伦尼军、克伦尼民族保卫军、克伦民族解放军和人民防卫军联合开始攻击缅甸军事阵地。
2024年1月5日，果敢1006边防营被緬甸民族民主同盟軍消灭。
2024年1月24日，經過漫長的戰爭與談判之後，其內部最大派系克伦边防军（原民主克伦佛教军）宣佈退出緬甸邊防部隊（1011-1023边防营，总共13个营），不再接受緬甸國防軍的領導，宣布成立克伦民族军。
2024年年底，由克钦新民主军改编的三个边防营，分别在10月15日(1002边防营)、10月31日（1001边防营）、11月20日（1003边防营）被克钦独立军消灭。
截止2025年1月缅甸边防部队只剩下1007、1008、1009、1010边防营，几乎名存实亡。

## 边防部队名单

### 现有边防部队
全部根据亚洲基金会
| 边防营番号 | 改编日期            | 乡镇       | 先前状态              | 简介                                                         |
| ---------- | ------------------- | ---------- | --------------------- | ------------------------------------------------------------ |
| 1007       | 2010年3月30日       | 孟东镇区   | 拉祜民主阵线          |                                                              |
| 1008       | 2010年3月30日       | 勐永镇区   | 拉祜族民兵 雅库尼民兵 | 拉祜族民兵和雅库尼民兵的结合                                 |
| 1009       | 2010年5月18日       | 大其力镇区 | 拉祜族民兵            |                                                              |
| 1010       | 2010年5月20日       | 马曼镇区   | 马曼民兵              |                                                              |
| 1011–1023  | 2009年8月18日至21日 | 克伦邦     | 民主克伦佛教军        | 克伦边防部队的一些成员仍然忠于缅甸国防军，并继续活跃在克伦邦 |

### 前边防部队
| 边防营番号 | 新状态                 | 改编日期      | 变更日期       | 乡镇                    | 先前状态                     | 简介 |
| ---------- | ---------------------- | ------------- | -------------- | ----------------------- | ---------------------------- | --- |
| 1001       | 被消灭                 | 2009年11月8日 | 2024年10月31日 | - 其培镇区 - 绍劳镇区   | 克钦新民主军                 | - 曾负责板瓦的管理 - 被克钦独立军消灭                                                                                                   |
| 1002       | 被消灭                 | 2009年11月8日 | 2024年10月15日 | - 其培镇区 - 绍劳镇区   | 克钦新民主军                 | - 曾负责板瓦的管理 - 被克钦独立军消灭                                                                                                   |
| 1003       | 被消灭                 | 2009年11月8日 | 2024年11月20日 | - 歪莫镇区              | 克钦新民主军                 | - 曾负责板瓦的管理 - 被克钦独立军消灭                                                                                                   |
| 1004       | 克伦尼民族人民解放阵线 | 2009年11月8日 | 2023年6月13日  | - 帕桑镇区 - 垒固镇区   | 克伦尼民族人民解放阵线       | 2023年6月公开叛逃至反军政府部队 |
| 1005       | 克伦尼民族人民解放阵线 | 2009年11月8日 | 2023年6月13日  | - 包拉克镇区 - 梅塞镇区 | 克伦尼民族人民解放阵线       | 2023年6月公开叛逃至反军政府部队 |
| 1006       | 被消灭                 | 2009年12月9日 | 2024年1月5日   | - 老街镇区              | 缅甸民族民主同盟军 (BGF派系) | - 起源于2009年果敢八八事件后脱离缅甸民族民主同盟军的部队 - 曾负责果敢的行政事务 - 1027行动中被缅甸民族民主同盟军消灭                    |
| 1011       | 克伦民族军             | 2009年8月18日 | 2024年1月      | - 莱贝镇区              | 民主克伦佛教军               | 2024年1月，自反政府武装发动1027行动后，克伦边防军（1011-1023边防营）开始与执政的军政府保持距离，最终于4月脱离政府军并更名为“克伦民族军” |
| 1012       | 克伦民族军             | 2009年8月18日 | 2024年1月      | - 莱贝镇区              | 民主克伦佛教军               | 2024年1月，自反政府武装发动1027行动后，克伦边防军（1011-1023边防营）开始与执政的军政府保持距离，最终于4月脱离政府军并更名为“克伦民族军” |
| 1013       | 克伦民族军             | 2009年8月18日 | 2024年1月      | - 帕本镇区              | 民主克伦佛教军               | 2024年1月，自反政府武装发动1027行动后，克伦边防军（1011-1023边防营）开始与执政的军政府保持距离，最终于4月脱离政府军并更名为“克伦民族军” |
| 1014       | 克伦民族军             | 2009年8月18日 | 2024年1月      | - 帕本镇区              | 民主克伦佛教军               | 2024年1月，自反政府武装发动1027行动后，克伦边防军（1011-1023边防营）开始与执政的军政府保持距离，最终于4月脱离政府军并更名为“克伦民族军” |
| 1015       | 克伦民族军             | 2009年8月20日 | 2024年1月      | - 莱贝镇区              | 民主克伦佛教军               | 2024年1月，自反政府武装发动1027行动后，克伦边防军（1011-1023边防营）开始与执政的军政府保持距离，最终于4月脱离政府军并更名为“克伦民族军” |
| 1016       | 克伦民族军             | 2009年8月20日 | 2024年1月      | - 莱贝镇区              | 民主克伦佛教军               | 2024年1月，自反政府武装发动1027行动后，克伦边防军（1011-1023边防营）开始与执政的军政府保持距离，最终于4月脱离政府军并更名为“克伦民族军” |
| 1017       | 克伦民族军             | 2009年8月20日 | 2024年1月      | - 妙瓦底镇区            | 民主克伦佛教军               | 2024年1月，自反政府武装发动1027行动后，克伦边防军（1011-1023边防营）开始与执政的军政府保持距离，最终于4月脱离政府军并更名为“克伦民族军” |
| 1018       | 克伦民族军             | 2009年8月20日 | 2024年1月      | - 妙瓦底镇区            | 民主克伦佛教军               | 2024年1月，自反政府武装发动1027行动后，克伦边防军（1011-1023边防营）开始与执政的军政府保持距离，最终于4月脱离政府军并更名为“克伦民族军” |
| 1019       | 克伦民族军             | 2009年8月20日 | 2024年1月      | - 妙瓦底镇区            | 民主克伦佛教军               | 2024年1月，自反政府武装发动1027行动后，克伦边防军（1011-1023边防营）开始与执政的军政府保持距离，最终于4月脱离政府军并更名为“克伦民族军” |
| 1020       | 克伦民族军             | 2009年8月21日 | 2024年1月      | - 妙瓦底镇区            | 民主克伦佛教军               | 2024年1月，自反政府武装发动1027行动后，克伦边防军（1011-1023边防营）开始与执政的军政府保持距离，最终于4月脱离政府军并更名为“克伦民族军” |
| 1021       | 克伦民族军             | 2009年8月21日 | 2024年1月      | - 高加力镇区            | 民主克伦佛教军               | 2024年1月，自反政府武装发动1027行动后，克伦边防军（1011-1023边防营）开始与执政的军政府保持距离，最终于4月脱离政府军并更名为“克伦民族军” |
| 1022       | 克伦民族军             | 2009年8月21日 | 2024年1月      | - 高加力镇区            | 民主克伦佛教军               | 2024年1月，自反政府武装发动1027行动后，克伦边防军（1011-1023边防营）开始与执政的军政府保持距离，最终于4月脱离政府军并更名为“克伦民族军” |
| 1023       | 克伦民族军             | 2009年8月21日 | 2024年1月      | - 贾因色基镇区          | 克伦和平军                   | 2024年1月，自反政府武装发动1027行动后，克伦边防军（1011-1023边防营）开始与执政的军政府保持距离，最终于4月脱离政府军并更名为“克伦民族军” |